# Linia kolejowa Biendorf – Gerlebogk
Linia kolejowa Biendorf – Gerlebogk – dawna jednotorowa, lokalna linia kolejowa biegnąca przez teren kraju związkowego Saksonia-Anhalt, w Niemczech, zwana również Preußlitzer Kohlebahn. Łączyła Biendorf i Gerlebogk.